# Afghanistan op de Olympische Zomerspelen 1988
Afghanistan nam deel aan de Olympische Zomerspelen 1988 in Seoel, Zuid-Korea. Het was de negende deelname van Afghanistan aan de Olympische Spelen. De Spelen van 1984 in Los Angeles had Afghanistan geboycot.
Er werd voor de zesde keer deelgenomen in het worstelen, voor de vierde keer de enige sport waarin Afghanen op de Spelen uitkwamen. Net als bij de acht voorgaande deelnames werd er geen medaille gewonnen.

## Resultaten en deelnemers per onderdeel

### Worstelen
| Olympiër (deelname) | Discipline                         | Resultaat | Prestatie |
| ------------------- | ---------------------------------- | --------- | --- |
| Mohammad Razigul    | vrije stijl, lichtvlieggewicht (m) | 3e ronde  | Groep A: 1e ronde: W van INA Gunawan: 3-1 2e ronde: V van URS Karamtsjakov: 1-3 3e ronde: V van BUL Tzonov: 1-3 |
| Ahmad Nasir         | vrije stijl, vlieggewicht (m)      | 3e ronde  | Groep B: 1e ronde: W van FRG Tutsch: 3-1 2e ronde: V van KOR Jong-o: 1-3 3e ronde: V van JPN Sato: fall         |
| Ali Dad             | vrije stijl, vedergewicht (m)      | 3e ronde  | Groep A: 1e ronde: V van POL Skubacz: 1-3 2e ronde: W van PAN Oparta: 3-0 3e ronde: V van FIN Lehto: 0-3        |
| Mohammad Shir       | vrije stijl, lichtgewicht (m)      | 2e ronde  | Groep B: 1e ronde: V van MGL Amaraa: 0-4 2e ronde: V van USA Carr: 0-4                                          |
| Mohammad Taj        | vrije stijl, halfzwaargewicht (m)  | 3e ronde  | Groep A: 1e ronde: V van TUR Türkkaya: 1-3 2e ronde: W van SEN Guèye: fall 3e ronde: V van GRE Deskoulidi: fall |

Afghanistan · Algerije · Amerikaanse Maagdeneilanden · Amerikaans-Samoa · Andorra · Angola · Antigua en Barbuda · Argentinië · Aruba · Australië · Bahama’s · Bahrein · Bangladesh · Barbados · België · Belize · Benin · Bermuda · Bhutan · Birma · Bolivia · Bondsrepubliek Duitsland · Botswana · Brazilië · Britse Maagdeneilanden · Brunei · Bulgarije · Burkina Faso · Canada · Centraal-Afrikaanse Republiek · Chili · China · Chinees Taipei · Colombia · Congo-Brazzaville · Cookeilanden · Costa Rica · Cyprus · Denemarken · Djibouti · Dominicaanse Republiek · Duitse Democratische Republiek · Ecuador · Egypte · El Salvador · Equatoriaal-Guinea · Fiji · Filipijnen · Finland · Frankrijk · Gabon · Gambia · Ghana · Grenada · Griekenland · Groot-Brittannië · Guam · Guatemala · Guinee · Guyana · Haïti · Honduras · Hongarije · Hongkong · Ierland · IJsland · India · Indonesië · Irak · Iran · Israël · Italië · Ivoorkust · Jamaica · Japan · Joegoslavië · Jordanië · Kaaimaneilanden · Kameroen · Kenia · Koeweit · Laos · Lesotho · Libanon · Liberia · Libië · Liechtenstein · Luxemburg · Malawi · Malediven · Maleisië · Mali · Malta · Marokko · Mauritanië · Mauritius · Mexico · Monaco · Mongolië · Mozambique · Nederland · Nederlandse Antillen · Nepal · Nieuw-Zeeland · Niger · Nigeria · Noord-Jemen · Noorwegen · Oeganda · Oman · Oostenrijk · Pakistan · Panama · Papoea-Nieuw-Guinea · Paraguay · Peru · Polen · Portugal · Puerto Rico · Qatar · Roemenië · Rwanda · Saint Vincent en de Grenadines · Salomonseilanden · Samoa · San Marino · Saoedi-Arabië · Senegal · Sierra Leone · Singapore · Soedan · Somalië · Sovjet-Unie · Spanje · Sri Lanka · Suriname · Swaziland · Syrië · Tanzania · Thailand · Togo · Tonga · Trinidad en Tobago · Tsjaad · Tsjecho-Slowakije · Tunesië · Turkije · Uruguay · Vanuatu · Venezuela · Verenigde Arabische Emiraten · Verenigde Staten · Vietnam · Zaïre · Zambia · Zimbabwe · Zuid-Jemen · Zuid-Korea · Zweden · Zwitserland